# العشرية المشؤومة
العشرية المشؤومة (بالقشتالية: Década Ominosa) هو مصطلح تقليديّ أُطلق على مدى العشر سنوات الأخيرة من حكم فيرناندو السابع ملك إسبانيا، وامتّدت منذ إلغاء الدستور الإسباني عام 1812 في 1 أكتوبر عام 1823 إلى حدّ وفاته في 29 أيلول 1833.

## الخلفية
عاد فيرناندو السابع لحكم إسبانيا سنة 1814 بعد انتصار الإسبان في حرب شبه الجزيرة بعدما كان محتجزا في باريس خلال الحرب، وكان أول قرار له تعطيل العمل السياسي والتشريعي لمجلس قادس وإلغاء دستور 1812 واعادة جميع مؤسسات النظام القديم عن طريق اصداره مرسوما في فالنسيا في 4 مايو 1814.
تسببت تلك هذه الخطوات المعادية لليبرالية في سلسلة من أعمال الشغب العسكرية، بدأت في يناير 1820 من الجنرال رفائيل دي رييغو. حيث أجبر الملك إلى العودة إلى دستور 1812 مع أداء قسم اليمين في احتفال رسمي أقيم في مدريد يوم 10 مارس 1820. ومنها بدأ فترة سميت حكم الثلاث سنوات الليبرالي حيث شهد فيها فيرناندو سقوط المؤسسات الإستبدابيّة الرّئيسيّة وامتيازاتها وتَحوُّلها قدماً نحو الراديكالية من قبل الأغلبيّة في البرلمان.
ومع ذلك لم يتخل فيرناندو عن أهدافه الرجعية، فقد ناشد التحالف المقدس الذي أنشئ في مؤتمر فيينا سنة 1814 وذلك كي تتمكن من خلاله الملكيات الأوروبيّة الإستبدابيّة الرّئيسيّة على مساعدة بعضهم البعض في حال عانت إحداهن من الثّورة الديمقراطيّة. في 7 إبريل 1823 قامت فرنسا بإرسال جيشها الذي سمي مئة ألف من أبناء سانت لويس بقيادة لويس أنطونيو دي بوربون، الملقب بالدوق أنغولم بغزو الأراضي الإسبانية. واستقبل الدوق أنغولم يوم 24 مايو في مدريد بالترحاب، بعد أن تخلى الليبراليين عنها ولجأوا إلى قادس المدينة التجارية واحتفظوا بفيرناندو سجينا لديهم. وفيها أعلن المجلس الديموقراطي عن خلع الملك. إلا أن القوات الفرنسية قد حاصرت المدينة حتى يوم 31 أغسطس عندما وقعت معركة تروكاديرو حيث انهزم الليراليون واستسلمت المدينة.

## التاريخ

### استعادة الحكم الإستبدادي

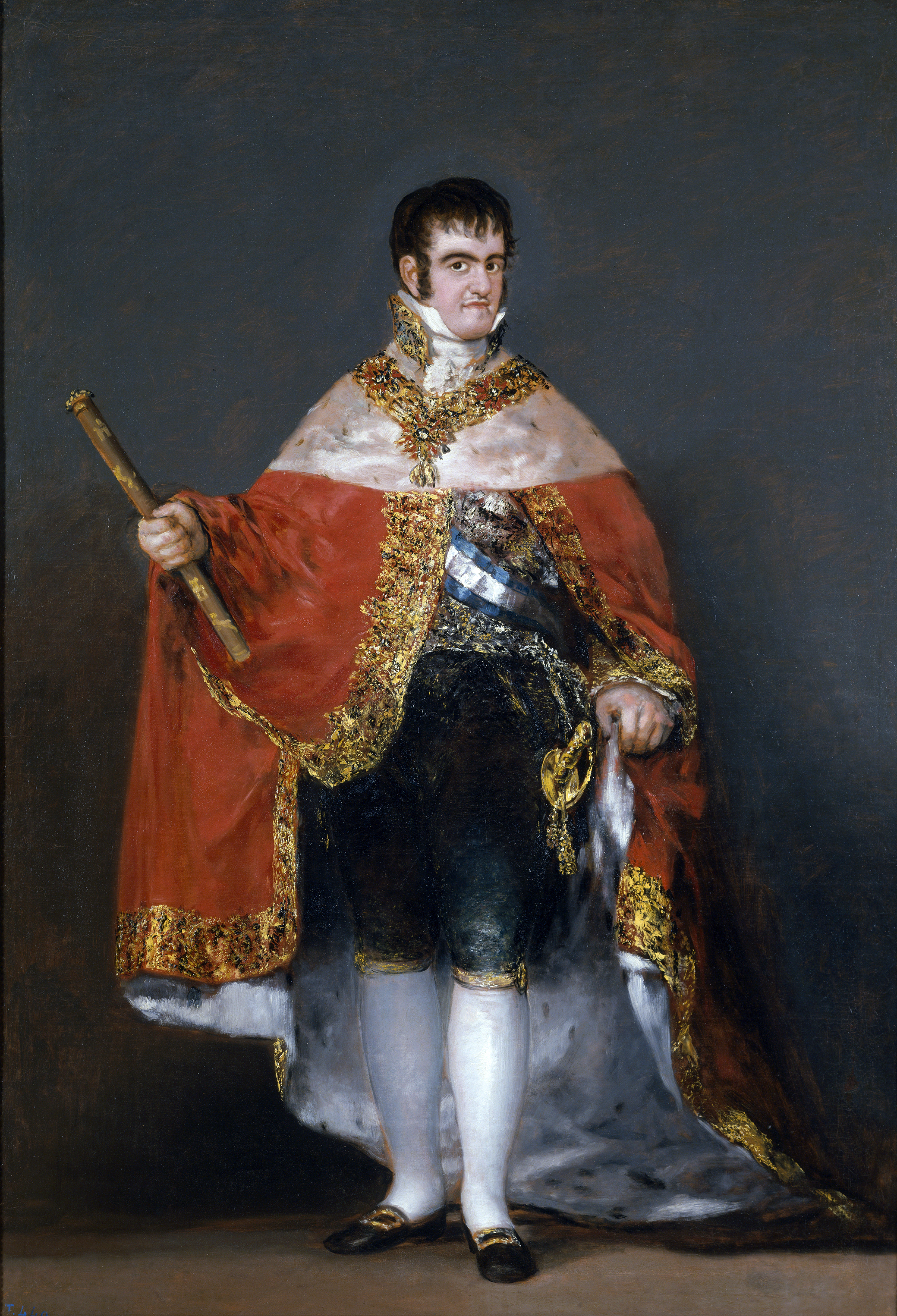
فيرناندو السابع بريشة فرانثيسكو غويا.

عندما أعيدت السلطة المطلقة لفرناندو السابع فتحت مرحلة جديدة سميت العشرية المشؤومة (1823-1833) وعادت فيه «الرغبة» للحكم المطلق. وخرج في تلك الفترة أغلب مثقفي البلاد إلى المنفى -أو مايسمى ب «المهاجرين» - إلى لندن (حيث تلقى بعضهم مساعدة نقدية من الحكومة البريطانية لدورهم في حرب الاستقلال ضد نابليون)، ومنهم من رحل إلى باريس ومالطا والولايات المتحدة الأمريكية ومنهم ذهب إلى الجمهوريات المستقلة حديثا في أمريكا الجنوبية حيث كان موقف الحكومة الليبرالية أقل عدائية بكثير من حكومة الملك. أما من بقي في إسبانيا فقد اضطروا إلى الخضوع لعملية التصحيح ومن لم يخضع إما أن يعدم أو يهمش. أما رافاييل دي دييغو فقد أعدم شنقا في السابع من نوفمبر 1823 في ساحة ثيباذا في مدريد.
فتم أعادة تأسيس رقابة قاسية، ففي حين وضعت منظمة قديمة ورجعية بالكامل من الجامعات تحت رقابة صارمة من وزير العدل فرانسيسكو تاديو كالومارد وهو العقل المدبر في قمع المعارضة وإعادة المؤسسات السابقة مثل تنظيم اليسوعيون (الذين حظرهم البوربون أواخر القرن 18) والأديرة وغيرها. وقد استمرت الجيوش الفرنسية في إسبانيا بدورها الفعلي بأنها حامية للنظام قوة احتلال: إلا أن تلك الكلفة الباهظة قد أضرت الخزينة الأسبانية التي استنزفتها الحكومة الليبرالية من قبل، وأيضا أضرتها ثورات أمريكا الجنوبية.
وقد شجع استياء الجيش الإسباني الملك بتشكيل («المتطوعين الملكيين»)، وهي ميليشيا أنشأها فرناندو السابع سنة 1823 بعد انهيار الحكومة الدستورية من أجل توفير وسائل مباشرة للملك أن يقمع المعارضة الليبرالية، حيث أنه لايثق بالجيش ويتهمه أنه ليبرالي. وبلغ تعداد المليشيا سنة 1826 نحو 200,000 متطوع، نصفها نشر في 486 كتيبة مشاة و 20 سرية المدفعية و 52 سرية سلاح الفرسان وبعضهم في سلاح الهندسة. وقد أعدموا الكثير من الأشخاص وأشهرهم ماريانا دي بينيدا.

### الإضطراب السياسي
وشهد هذا العقد سلسلة لا نهاية لها من أعمال الشّغب ومحاولات القيام بالثّورات، مثل تلك التي جرت في توريخوس التي مولها الليبراليين الإنجليز في 11 ديسمبر 1831. وبصرف النظر عن الجانب الليبرالي، فأن سياسات فيرناندو أدّت إلى الكثير من حالات الاستياء لدى حزب المحافظين: ففي سنة 1827 وقع تمرّد وعصيان في منطقة كتالونيا، ثم امتدّ إلى منطقة بلنسية ومنطقة أراغون والباسك ومنطقة أندلوسيا والتي دعمها -الرجعيين جدا- الذين رأوا أن استعادة فرناندو كانت خجولة جدا، بسبب فشله في إعادة محاكم التفتيش على وجه الخصوص. وفي الحرب التي سميت حرب الإساءة [الإسبانية] تمكن حوالي 30,000 رجل من السيطرة على معظم كاتالونيا وبعض المناطق الشمالية، واستطاعوا إنشاء حكومة ذاتية. فتدخل فيرناندو شخصيّاً وتحرك نحو طراغونة ليخمد ثورتها، حيث وعد حينها بإصدار عفو رسمي، ولكن بمجرد استسلام الثّوار أقدم على إعدام قادتهم ونفى آخرين إلى فرنسا.ومن ناحية أخرى فقد كان لانتصار ثورة 1830 في فرنسا إلى ملكية دستورية بزعامة لويس فيليب الأول قد مهد الطريق للمنفيين الليبرالين الاسبان بتنظيم صفوفهم وإطلاق التصريحات المختلفة، والتي فشلت كلها في استعادة دستور عام 1812 ووضع حد لملكية فيرناندو المطلقة. ومن أسوأ التداعيات تأثيرا كانت في إعلان توريخوس في ديسمبر 1831 والتي انتهت بإعدام جميع أعضائها بدون محاكمة. وقد أعدموا قبلها ببضعة أشهر ماريانا دي بينيدا عن طريق كسارة الأعناق.
ولإثارة المزيد من حالات عدم الإستقرار، أصدر فيرناندو «مرسوم ملكيّ» في الـ 31 من مارس 1830، والذي كان قد صدّق عليه والده كارلوس الرابع في بدايات سنة 1789 ولكن لم يعلن عنه حتى ذلك الحين. سمح هذا المرسوم بخلافة العرش الإسبانيّ للورثة الإناث وذلك في حالة عدم توفّر ورثة ذكور. وكان لدى فيرناندو ابنة واحدة، وهي إيزابيل الثانية ملكة إسبانيا المستقبليّة التي وُلِدت في أكتوبر في عام 1830، أدّى إقرار ذلك المرسوم إلى إبعاد أخاه الدون كارلوس عن خلافة العرش ومنحه لها. ولكن كارلوس وأتباعه لم يقبلوا بحقيقة أن المولودة الجديدة إيزابيل هي الملكة المستقبلية وحاول الاستفادة من أول فرصة عندما مرض الملك فيرناندو، التي أدت إلى «أحداث لا غرانجا» في 16 سبتمبر 1832، فعندما كان يقضي الملك فيرناندو فترة نقاهة بقصره في لا غرانجا (في سيغوفيا) والملكة ماريا كريستينا، تعرض لضغط وخداع من قبل الوزراء المتشددين ويرأسهم فرانسيسكو تاديو كالومارد وبواسطة سفير مملكة نابولي، الذين أكدوا له أن الجيش لن يؤيده في ولاية العهد عند موته (وذلك في محاولة لتجنب البلاد حربا أهلية، وحسب شهادته التي ادلى بها لاحقا)، وعليه فبعد يومين أي 18 سبتمبر وقع الملك مرسوم يبقي على القانون السالي، لذا فالقانون يمنع النساء من تولي العرش القانون. ولكن بمجرد ماستعاد فرناندو السابع بصورة مفاجئة حالته الصحية يوم 1 أكتوبر صرف وزراء أخيه الذين خدعوا زوجته. وفي 31 ديسمبر ألغت مرسوم الإبقاء الذي لم يصدر في الصحيفة الرسمية (وقد وقع عليه الملك بشرط عدم النشر إلا بعد وفاته)، ولكن الكارليين أصروا على إعلانه فكانوا المسؤولين عن نشره. وبذا عادت إيزابيل ذات السنتين لتكون وريثة للعرش. فقرار الملك إلغاء القانون السالي في 31 مارس 1830 أغلق باب العرش أمام الدون كارلوس.

### مرض وموت فيرناندو
في السّنوات الأخيرة من حياته، أصيب فيرناندو بمرض شديد، أدّى إلى فقدانه القدرة على التّحكم بشؤونه الخاصة، فتوّلت زوجته ماريا كريستينا دي بوربون بعد ذلك الوصاية على العرش، رغم أن الدون كارلوس المُطالب للعرش كان قد اُعتبر رأس المؤيدين للإستبداد، إلا أن ماريا كريستينا قرّرت الحصول على الدّعم من المعارضة الليبراليّة.
أدّت سياستها السّيئة إلى ازدياد الكراهية بين أنصار كارلوس. وعند موت فيرناندو في عام 1833، نصب كارلوس نفسه وريثاً شرعياً للعرش تحت اسم تشارلز الخامس. وكانت هذه شرارة البداية الحرب الكارلية الأولى.